# Together2007
「Together2007」（トゥギャザーにせんなな）はあきよしふみえ／グリンのシングル。2007年7月18日にピカチュウレコードから発売された。

## 内容
- 「Together2007」は『劇場版ポケットモンスター ダイヤモンド&パール ディアルガVSパルキアVSダークライ』のオープニングテーマで、テレビ東京系『ポケットモンスター ダイヤモンド&パール』の初代オープニングテーマ「Together」のリメイクバージョン。
- 「君のそばで 〜ヒカリのテーマ〜（Pop-up Ver.）」は同アニメの初代エンディングテーマ「君のそばで 〜ヒカリのテーマ〜」のリメイクバージョンで、同アニメの2代目エンディングテーマとして使用された。
- 「夏でSUKA?」は『ディアルガVSパルキアVSダークライ』のぬりえコンテストテーマとして使用された。

## 収録曲
1. Together2007 [4:09]
歌：あきよしふみえ
作詞：D&Pプロジェクト、作曲：Rie、編曲：西脇辰弥
2. 夏でSUKA? [3:09]
歌：グリン
作詞：NATSU-BOY、作曲・編曲：たなかひろかず、コーラス：ポケモンキッズ2007、演奏：浅草ジンタ
3. オラシオンのテーマ [2:37]
作曲・編曲：宮崎慎二
4. 君のそばで 〜ヒカリのテーマ〜（Pop-up Ver.） [3:34]
歌：グリン
作詞：HIKARI・Project、作曲・編曲：依田和夫
5. Together2007（inst.） [4:07]